# Hydronymia Germaniae
Die Hydronymia Germaniae ist eine Veröffentlichungsreihe über die Gewässernamen Deutschlands. Die Sammlung wurde 1942 von Hans Krahe begründet und umfasst 18 Bände (plus zwei Indexbände und einen Supplement); Herausgeber war Wolfgang P. Schmid. Das Projekt geht zurück auf das von Krahe initiierte Archiv für die Gewässernamen Deutschlands und Europas, geführt an der Akademie der Wissenschaften und der Literatur in Mainz, das 1960 neu gegründet wurde (ein Vorgänger wurde 1945 im Zweiten Weltkrieg vernichtet) und 2005 auslief.
Die einzelnen Bände behandeln jeweils ein Flusssystem bzw. einen Flussabschnitt. Innerhalb der Bände werden alle Gewässernamen des behandelten Gebietes, die noch auf topographischen Karten im Maßstab 1:25.000 verzeichnet sind, in alphabetischer Reihenfolge abgehandelt. Dazu gehören insbesondere Quellen- und Literaturverweise.
Die Bände umfassen also eine Sammlung der Namen mit jeweiliger Verortung und deren historische Nennungen mit Quellennachweis, aber keine Bearbeitung der Etymologie der behandelten Gewässernamen, ein dazu geplanter Ergänzungsband ist nicht erschienen.
| Band | Erschienen | Titel                                                                                        | Bearbeiter              | Flusssystem    |
| ---- | ---------- | -------------------------------------------------------------------------------------------- | ----------------------- | -------------- |
| 1    | 1962       | Das Flußgebiet des Neckar                                                                    | Anneliese Schmid        | Rhein          |
| 2    | 1963       | Die rechten Nebenflüsse des Rheins von der Quelle bis zur Einmündung des Mains (ohne Neckar) | Theodora Geiger         | Rhein          |
| 3    | 1964       | Die rechten Nebenflüsse der Donau von der Quelle bis zur Einmündung des Inn                  | William Henry Snyder    | Donau          |
| 4    | 1965       | Rechtsrheinische Zuflüsse zwischen den Mündungen von Main und Wupper                         | Manfred Faust           | Rhein          |
| 5    | 1966       | Die Nebenflüsse von Werra und Fulda bis zum Zusammenfluß                                     | Rüdiger Sperber         | Weser          |
| 6    | 1968       | Die rechten Nebenflüsse des Rheins von der Wupper bis zur Lippe                              | Dagmar Schmidt          | Rhein          |
| 7    | 1970       | Das Flussgebiet des Mains                                                                    | Rüdiger Sperber         | Rhein          |
| 8    | 1973       | Die Leine und ihre Nebenflüsse bis unterhalb der Einmündung der Innerste                     | Bernd-Ulrich Kettner    | Weser          |
| 9    | 1974       | Das Flussgebiet der Salzach                                                                  | Manfred Straberger      | Donau          |
| 10   | 1977       | Das Flussgebiet der Oberweser                                                                | Wolfgang Kramer         | Weser          |
| 11   | 1977       | Die rechten Nebenflüsse des Rheins zwischen Lippe und Kromme Rijn                            | Niek L. Zelders         | Rhein          |
| 12   | 1979       | Die Zuflüsse zur Nord- und Ostsee von der Ems bis zur Trave                                  | Gudrun Kvaran           | Küstengewässer |
| 13   | 1987       | Das Flussgebiet der Saar                                                                     | Rolf Spang              | Rhein          |
| 14   | 1987       | Der Inn und seine Zuflüsse (von Kufstein bis zur Einmündung in die Donau)                    | Franz und Margit Dotter | Donau          |
| 15   | 1989       | Die linken Zuflüsse des Rheins zwischen Moder und Mosel                                      | Albrecht Greule         | Rhein          |
| 16   | 1990       | Zuflüsse zur unteren Elbe, von Seege und Stecknitz bis zur Mündung                           | Jürgen Udolph           | Elbe           |
| 17   | 1999       | Das Flussgebiet der Havel (ohne die Spree)                                                   | Sophie Wauer            | Elbe           |
| 18   | 2005       | Das Flussgebiet der Unterweser und der mittleren Weser                                       | Ulf Borchers            | Weser          |

Keine Bände existieren zur Ems (als Band 19 geplant war Das Flussgebiet der Ems von Gaby Kuper), zu den linken Nebenflüssen der Donau (als Band 20 geplant war Die linken Nebenflüsse der Donau von der Quelle bis zur Einmündung des Inn) sowie zu vielen Gebieten im Osten Deutschlands: den Nebenflüssen der mittleren und oberen Elbe, der Spree, der Oder und den in die Ostsee mündenden Gewässern östlich der Trave. Nur für einige dieser fehlenden Flussgebiete existierten gleichwertige Publikationen außerhalb der Hydronymia Germaniae, so beispielsweise für das Flussgebiet der Saale eine Arbeit von Elfriede Ulbricht.
Zwanzig Jahre nach dem Tod Krahes wurde 1985 die ergänzende Reihe Hydronymia Europaea begründet.